# Pieter Boltman
Petrus Jacobus „Pieter“ Boltman (* 20. Jahrhundert in Südwestafrika) ist ein ehemaliger namibischer Politiker der DTA of Namibia (heute PDM). Er war einer von nur einer Handvoll Regionalgouverneuren in der Geschichte (Stand 2022), der nicht der national regierenden SWAPO angehörte. Boltman war von mindestens 1995 bis 2004 Gouverneur der Region Hardap.
Boltman war lange Jahre Parteivorsitzender der Republican Party, ehe er aufgrund deren Abspaltungstendenzen von der DTA sein Amt niederlegte. Er blieb als Mitglied der Action for Democratic Change, u. a. mit Hans-Erik Staby, Mitglied der DTA.